# Fischwanderung
Als Fischwanderung wird das von vielen Fischarten entwickelte Wanderverhalten bezeichnet, das es ihnen ermöglicht, verschiedene Lebensräume zu nutzen. Für die Fortpflanzung sind beispielsweise andere Faktoren wie Strömung, Temperatur oder Sauerstoffgehalt von Bedeutung als für Aufwuchs oder Ernährung. Deswegen wandern Fische – ähnlich den Zugvögeln – innerhalb verbundener Wassersysteme, um die optimalen Bedingungen für die jeweiligen Bedürfnisse zu finden.

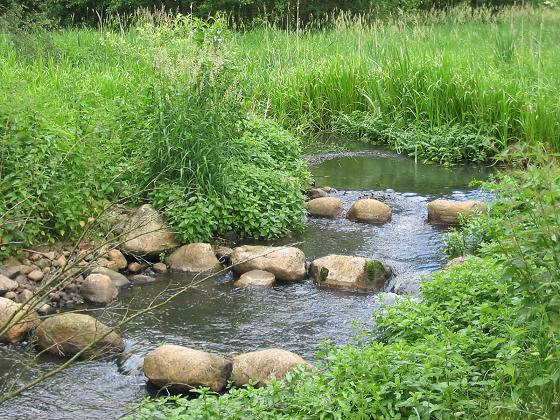
Fischtreppe für Lachse am Schlatbach, Brandenburg

Die meisten in Europa heimischen Flussfischarten sind auf solche Wanderungen angewiesen. Vor allem Arten, die Laichwanderungen durchführen, sind von der Geschlossenheit ihres Flusses und dessen Vernetzung mit allen erforderlichen Teillebensräumen abhängig. Dies soll durch die EU-Vorgabe zur ökologischen Durchgängigkeit erreicht werden.

## Gründe für die Wanderungen
Es gibt mehrere Gründe, warum die Fische wandern. Einer davon ist der Entwicklungszyklus, den alle heimischen Fischarten durchlaufen. Um in ihrem jeweiligen Entwicklungsstadium die idealen Ressourcen und Lebensbedingungen vorzufinden, wandern die Tiere. Die Wanderungen können dabei je nach Funktion unterschieden werden:
- Laichwanderungen: Der Lebenszyklus einer neuen Fischgeneration beginnt mit der Eiablage und deren Befruchtung. Dazu werden, je nach Fischart, spezifische Lebensräume aufgesucht. Um diese zu erreichen, wandern die adulten Tiere von ihrem Winterhabitat flussaufwärts. Nachdem sich die so genannten „Dottersackbrütlinge“, Jungtiere, die noch vom Dottersack ernährt werden, zu Larven entwickelt haben, wandern diese oder die weiterentwickelten kleinen Jungfische in Nahrungshabitate ab.
- Nahrungswanderungen: Die Nahrungshabitate decken sich nicht unbedingt mit den Laichhabitaten und so müssen sowohl die adulten Fische nach dem Ablaichen, als auch die Jungtiere nach ihrer Metamorphose, zwischen diesen Habitaten wandern. Häufig sind die Nahrungsbiotope strömungsberuhigter als die Laichhabitate, welche eine rasche Überströmung für die Sauerstoffversorgung der Eier benötigen. Zudem ist die Nahrung selbst häufig zeitlich und räumlich variabel im Fließgewässer verteilt, was eine Anpassung der Fische bedingt.
- Überwinterungswanderungen: Viele Fischarten reduzieren bei tieferen Temperaturen ihre Aktivität. So ziehen sie sich im Winter häufig in Winterhabitate, welche strömungsberuhigter sind, zurück.
- Propagation: Fließgewässer sind sehr dynamische Systeme, welche stets Veränderungen unterworfen sind. Um eine natürliche Wiederbesiedelung von verarmten Flussabschnitten zu gewährleisten, müssen die aquatischen Organismen sehr mobil sein. Ein Hochwasser kann zum Beispiel kurzfristig gewisse Flussabschnitte „auskämmen“, welche nach dem Hochwasserereignis erneut besiedelt werden müssen.
- Gegenstromwanderungen: Durch Abdrift, besonders der Larven und Jungtiere oder ausgelöst durch Hochwasserereignisse, erleben die Fischpopulationen eine flussabwärts gerichtete Populationsverschiebung. Durch Gegenstromwanderungen können sie diese Verluste ausgleichen und so eine mehr oder weniger gleichmäßige Populationsverteilung über verschiedene Flussabschnitte gewährleisten.

Die Gründe für die Fischwanderungen können also in vier Strategien der Fische zusammengefasst werden:
- Optimierung der Nahrungsaufnahme
- Flucht vor ungünstigen Bedingungen
- Optimierung des Reproduktionserfolgs
- Gründung von neuen Populationen

Zu diesen Strategien kann man drei funktionelle Habitate ausmachen, zwischen denen Wanderungen stattfinden: das Überwinterungshabitat, das Nahrungshabitat und das Reproduktionshabitat.

## Wandertypen der Fische
Die Distanz, die bei den Wanderungen zurückgelegt wird, kann zwischen wenigen Metern und tausenden von Kilometern variieren. Die Fische wandern sowohl aus verschiedenen Gründen als auch zwischen verschiedenen Gewässern (Salz- und Süßwasser). Man unterscheidet dabei folgende drei Wanderungstypen:
- Ozeanodromie: Wanderungen innerhalb der Meere (Salzwasser)
- Potamodromie: Wanderungen innerhalb des Süßwassers
- Diadromie: Wanderungen zwischen Meer und Süßwasser

Die Distanz, die durch eine Wanderung zurückgelegt wird, spielt keine Rolle für die Klassifizierung.
Die diadrome Fischwanderung kann wiederum in drei weitere Klassen unterteilt werden:
- anadrom: Fortpflanzung im Süßwasser, Aufwuchsphase im Meer, Bsp.: Atlantischer Lachs (Salmo salar)
- katadrom: Fortpflanzung im Meer, Aufwuchsphase im Süßwasser, Bsp.: Europäischer Aal (Anguilla anguilla)
- amphidrom: Regelmäßiger Wechsel zwischen Meer und Süßwasser resp. Leben in der Brackzone, Bsp.: Flunder (Platichthys flesus)

Ein Beispiel für die Fischwanderung ist die Wanderung der Lachse, die zur Fortpflanzung in großen Scharen aus dem Meer in die Oberläufe der Flüsse ziehen, um dort abzulaichen. Dabei legen die Lachse Entfernungen von vielen hundert Kilometern zurück. Umgekehrt wandert der Aal aus den Flüssen zum Laichen ins Meer in die Sargassosee.

## Gefährdung der Fische
Die Gründe für den Artenrückgang, der in den vergangenen Jahrzehnten bei einigen Populationen der europäischen Fischfauna festgestellt wurde, sind vielfältig. Eine wichtige Rolle spielt jedoch die Veränderung des Lebensraumes der Wasserorganismen. Durch bauliche Eingriffe in die natürliche Dynamik der Fließgewässer wird in Europa schon seit mehr als hundert Jahren die Flusslandschaft enorm verändert: Begradigungen zur Landgewinnung, Verbauungen für die Infrastruktur, Bauten für den Hochwasserschutz und nicht zuletzt die Wasserkraftnutzung (Flusskraftwerke) für die Energiegewinnung haben die Flüsse in Einzelfällen in isolierte Kleinteile zerstückelt. Neben dem allgemeinen Zustand der Gewässer spielt die freie Durchgängigkeit für die Fische eine besonders große Rolle. Diese beinhaltet neben der linearen Vernetzung entlang des Flusslaufes auch die laterale Vernetzung der Hauptgewässer mit kleineren Nebengewässern. Je nach Fischart sind Abstürze und Stufen ab einer Höhe von 20 bis 50 cm eine unüberwindbare Barriere für die Tiere. Damit ist klar: Je mehr Hindernisse, auch Querbauwerke genannt, die Fische flussaufwärts überwinden müssen, desto weniger schaffen es, desto kleiner ist also ihr Lebensraum geworden.

## Mögliche Lösungen
Das ökologische Leitbild einer intakten Stromlandschaft fordert daher die ökologische Durchgängigkeit der Flüsse, das sogenannte Fließgewässerkontinuum. Das heißt, dass wandernde Fischarten die Möglichkeit haben müssen, das Fließgewässer von der Mündung bis zur Quelle samt Nebengewässern zu durchschwimmen. Bei Wehren, die von wandernden Fischen nicht überwunden werden können, muss die Blockade der Wanderwege über Umgehungen, sogenannte Fischtreppen, beseitigt werden.
Zur Anlage solcher Fischwege ist Wissen über das Wanderverhalten der einzelnen Arten und ihre Verhaltensmuster und Orientierungsmöglichkeiten im Bereich solcher Hindernisse nötig. Eine umfassende Erforschung der Fischwanderung, zum Beispiel durch Monitoring mit Hilfe von Fischwehren ist dadurch wesentlicher Bestandteil der Erhaltung der betroffenen Fischarten.